# 厳歌苓
厳 歌苓（ゲリン・ヤン、英語: Geling Yan、1958年11月16日 -）は、アメリカ合衆国の小説家。代表作に小説『扶桑』『シュウシュウの季節（原題：天浴）』『金陵十三釵』。中国系アメリカ人。

## 略歴
1958年、上海市に生まれる。祖父の厳恩春は厦門大学の教師であった。父の厳敦勛は作家。両親が離婚し、彼女と弟は安徽省に住んでいた。
1970年、彼女は成都軍区に入り、赤色バレエの文芸兵となる。
1978年、処女作『量角器と撲克牌の対話』は文学刊物に掲載された。その後、魯迅文学院で学んだ後、米国コロンビア大学で造詣を深める。
1979年、20歳のときに中越戦争にて戦地記者を務める。
1980年、最初の映画脚本『心弦』を発表する。
1981年、上海映画が『心弦』を映画化する。この時の主演は継母の兪平だった。
1983年、鉄道兵政治部担任創作員となり、職業作家となる。しかし、同年10月に鉄道兵部隊は廃止され、鉄道部に統合される。厳歌苓は13年に渡る軍での生活を終える。
1986年、上海の著名な映画監督李準の息子の李克威と出会う。家庭環境が似ており、また李克威もかつて鉄道兵政治部創作員であったことから意気投合し、結婚する。
1988年、アメリカ合衆国に渡った。魯迅文学院創作研究生班に参加する。
1989年、李克威はオーストラリアへ、厳歌苓は再度米国へ渡った。結婚は名目だけのものとなり、離婚に繋がった。

## 家族
祖父の厳恩春は16歳で大学を卒業、20歳で米国留学をし、25歳で博士の学位を取得、帰国後は厦門大学教師。トーマス・ハーディ『ダーバヴィル家のテス』を翻訳（厳恩春 訳『黛斯姑娘』上海啓明書局、1936年。）。1937年南京にて自殺。
父親の厳敦勛は作家。妻である兪平が主演することを望んで書いた脚本『鉄梨花』をのちに厳歌苓が長編小説にした。
厳歌苓の母賈琳は映画俳優であり、作家であった。一男一女をもうけるが、厳歌苓が18歳の時に両親が離婚。
弟の厳歌平も作家。
継母の兪平は映画俳優だった。
1986年には作家の李克威と結婚。1989年に離婚する。1992年、米国外交官のローレンス・ウォーカー（Lawrence A. Walker；中国語名：王楽仁）と再婚。

## 著書

### 長編
- 『緑血』解放軍文藝出版社、北京、1986年2月。
- 『一个女兵的悄悄話』解放軍文藝出版社、北京、1987年8月1日。ISBN 7503300345。
- 『雌性的草地』解放軍文藝出版社、北京、1989年2月。ISBN 7503300795。
- 『草鞋權貴』三民書局、台北、1995年3月1日。ISBN 9789571422145。（『霜降』陝西師範大学出版社、2011年。）
- 『扶桑』天地圖書有限公司（香港）、1996年1月。ISBN 9622579051。
- 『人寰』時報文化出版、台北、1998年2月7日。ISBN 9789571324746。（『心理医生在嗎』天津人民出版社、2014年7月1日。ISBN 9787201087139。）
- 『無出路咖啡館』百花文藝出版社、2001年1月1日。ISBN 9787530631270。
- 『花兒与少年』崑崙出版社、2004年1月1日。ISBN 9787800407161。
- 『第九个寡婦』作家出版社、北京、2006年3月1日。ISBN 9787506342490。
- 『一个女人的史詩』湖南文藝出版社、2006年3月1日。ISBN 9787540437374。
- 『金陵十三釵』工人出版社、2007年1月1日。ISBN 9787500837671。（中編版）
- 『小姨多鶴』作家出版社、北京、2008年4月1日。ISBN 9787506342490。
- 『寄居者』新星出版社、2009年2月1日。ISBN 9787802256149。
- 『The Banquet Bug』Hyperion Books、2006年7月1日。（『赴宴著』陝西師範大学出版、2009年11月1日。ISBN 9787561346693。）
- 厳歌苓、蕭馬（厳敦勛）『鉄梨花』陝西師範大学出版社、西安、2010年3月。ISBN 9787561347706。（著者の父厳敦勛（ペンネーム蕭馬）の未発表脚本を長編化）
- 『陸犯焉識』作家出版社、北京、2011年10月1日。ISBN 9787506360876。
- 『金陵十三釵』作家出版社、北京、2011年10月。ISBN 9787561352564。（長編版）
- 『補玉山居』陝西師範大学出版社、2012年8月1日。ISBN 9787561356906。
- 『畢業歌』江蘇文藝出版社、2013年12月1日。ISBN 9787539966748。
- 『媽閣是座城』人民文学出版社、2014年1月。ISBN 9787020101825。
- 『老師好美』天津人民出版社、2014年7月1日。ISBN 9787201087245。
- 『床畔』長江文藝出版社、2015年4月1日。ISBN 9787535479419。
- 『舞男』上海文藝出版社、2016年4月1日。ISBN 9787532160174。
- 『芳華』人民文学出版社、2017年4月1日。ISBN 9787020123728。

### 短編集
- 『誰家有女初長成』中央編譯出版社、2002年4月。ISBN 9787801095350。
- 『密語着』三民書局、2004年1月1日。
- 『少女小漁』（厳歌苓作品集・精装版）陝西師範大学出版社、2012年3月1日。ISBN 9787561355206。（少女小漁、海那辺、紅羅裙、魔旦、約会、冤家、青檸檬色的鳥、拉斯維加斯的謎語、橙血、女房東、初夏的卡通、搶劫犯查理和我、風箏歌、失眠人的艶遇）
- 『誰家有女初長成』北京聯合出版社、2013年1月1日。ISBN 9787550212091。
- 『天浴』陝西師範大学出版社、2012年3月1日。ISBN 9787561355213。（「天浴」「無非男女」「黒宝哥」「少尉之死」「小顧艶伝」「我不是精霊」「扮演者」「審醜」「士兵与狗」「家常篇」）
- 『灰舞鞋』北京聯合出版公司、2013年1月1日。ISBN 9787550211940。（灰舞鞋、養媳婦、老人魚、老囚、白蝶標本、茉莉的最後一日、屋有閣楼）
- 『白蛇』（厳歌苓中短篇小説定本）天津人民出版社、2014年7月1日。ISBN 9787201087115。（「白蛇」「也是亜当，也是夏娃」「魔旦」「白麻雀」「学校中的故事」）
- 『天浴』（厳歌苓中短篇小説定本）天津人民出版社、2014年7月1日。ISBN 9787201087122。（「天浴」「扮演者」「審醜」「倒淌河」「少尉之死」「老囚」「愛犬顆韌」）
- 『少女小漁』（厳歌苓中短篇小説定本）天津人民出版社、2012年7月1日。ISBN 9787201087153。（少女小漁、海那辺、紅羅裙、魔旦、約会、冤家、青檸檬色的鳥、拉斯維加斯的謎語、橙血、女房東、初夏的卡通、搶劫犯查理和我、風箏歌、失眠人的艶遇）
- 『穗子』（厳歌苓中短篇小説定本）天津人民出版社、2014年7月1日。ISBN 9787201087177。（穗子・童年、柳腊姐、老人魚、角兒朱依錦、黑影、穗子・少女、小顧艶伝、梨花疫、拖鞋大隊、穗子・青春、灰舞鞋、奇才、耗子）

### 脚本
- 『四十九日祭』人民文学出版社、2014年12月1日。ISBN 9787020097159。

### 随筆、その他
- 『波西米亜楼』三民書局、1999年4月1日。ISBN 9789571429。
- 『陳沖前伝』三民書局、1994年8月1日。ISBN 9789571421339。厳の友人である女優・映画監督の陳沖（Joan Chen）の伝記。
- 『非洲札記』北京聯合出版社、2013年1月1日。ISBN 9787550211919。

### 日本語訳
- 厳歌苓 著、櫻庭ゆみ子 訳『ライム色の鳥［青檸檬色的鳥］』（季刊『中国現代小説』第Ⅱ巻第15号通巻51号）蒼蒼社、2000年。
- 厳歌苓 著、櫻庭ゆみ子 訳『ラスベガスの謎［拉斯維加斯的謎語］』（季刊『中国現代小説』第Ⅱ巻第17号通巻53号）蒼蒼社、2000年。
- 厳歌苓 著、櫻庭ゆみ子 訳『アダムとイヴと（上）［也是亜当，也是夏娃］』（季刊『中国現代小説』第Ⅱ巻第27号通巻63号）蒼蒼社、2003年。
- 厳歌苓 著、櫻庭ゆみ子 訳『アダムとイヴと（下）［也是亜当，也是夏娃］』（季刊『中国現代小説』第Ⅱ巻第28号通巻64号）蒼蒼社、2003年。
- 厳歌苓 著、阿部敦子 訳『シュウシュウの季節』角川書店、1999年。ISBN 4042834019。
- 厳歌苓 著、鄭重 訳『妻への家路』角川書店、2015年。ISBN 978-4-04-102356-3。

## 映像化作品

### 映画
原作・脚本
- 『シュウシュウの季節』、原作『天浴』、1998年、監督：ジョアン・チェン、主演：リー・シャオルー、ロプサン（中国語版）。
- 『芳華-Youth-』、原作『芳華』、2017年、監督：フォン・シャオガン、主演：ホアン・シュエン、ミャオ・ミャオ（中国語版）。

原作
- 『心弦』、1981年、監督：凌之浩、主演：徐紀宏、兪平、宝珣。
- 『避難』、1988年、監督：韓三平（中国語版）、主演：周力、費蘭徳、沈琳。
- 『少女小漁』、1995年、監督：シルヴィア・チャン、主演：レネ・リウ、庹宗華（中国語版）。
- 『情色』（又名『白太陽』）、1996年、監督：朱延平（中国語版）、主演：アレック・スー、鄭家楡（中国語版）。
- 『誰家有女』、2001年、監督：陳潔、主演：呉澆澆。
- 『金陵十三釵』、原作『金陵十三釵』、2011年、監督：チャン・イーモウ、主演：ニー・ニー。
- 『妻への家路』、原作『妻への家路』、2014年、監督：チャン・イーモウ、主演：チェン・ダオミン、コン・リー、チャン・ホエウェン（中国語版）、リュウ・ペイチー（中国語版）。

脚本
- 『花の生涯〜梅蘭芳〜』、2008年、監督：チェン・カイコー、主演：レオン・ライ、チャン・ツィイー。
- 『危険な関係』、2012年、監督：ホ・ジノ、主演：チャン・ツィイー、チャン・ドンゴン、セシリア・チャン。

### テレビドラマ
原作
- 『小姨多鶴』、2009年、監督：安建、主演：スン・リー、姜武（中国語版）、閆学晶（中国語版）。
- 『一个女人的史詩』、2009年、監督：夏剛、主演：ヴィッキー・チャオ、リウ・イエ、孫海英、ジン・ティエン。
- 『鉄梨花』、2010年、監督：郭靖宇、主演：巍子、陳数、史可、張少華。

## その他
- 著書の多くが著者である厳に無断で「北京聯合出版社」によって出版されており、正当な権利者による訴訟が起こされている。さらに、厳作のテレビシリーズ「畢業歌」のノヴェライズ版が、別の著者により書かれて厳の名前で出版された。厳はこれに抵抗し、書店の多くはこの本を置かなくなった[7]。